# Rantanplans Arche
Rantanplans Arche (französischer Originaltitel: L’Arche de Rantanplan) ist ein Lucky-Luke-Band des Zeichners Achdé. Getextet hat den 2022 erschienenen Band Jul.
Der Band persifliert den Tierschutz und ist eine Hommage an Henry Bergh (1813–1888), den Gründer der American Society for the Prevention of Cruelty to Animals, des ersten Tierschutzvereins der Vereinigten Staaten.

## Handlung

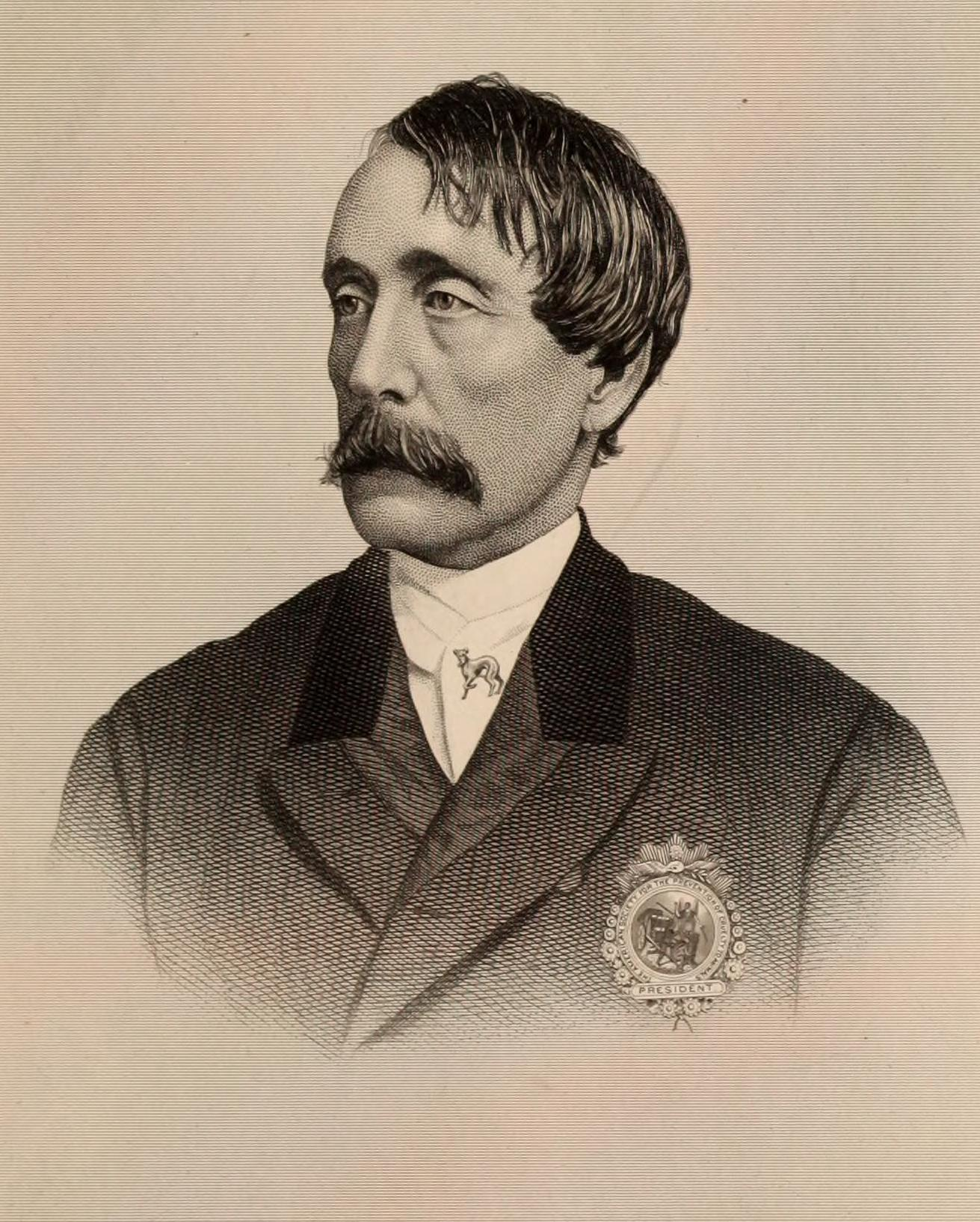
Henry Bergh

Lucky Luke reitet in die Viehzüchterstadt Cattle Gulch, wo er sich ein feines Steak vorsetzen lassen möchte. Noch bevor er etwas bestellen kann, kommt es vor dem Restaurant zu einem Tumult, denn ein angeblicher Pferdedieb soll gehängt werden. Nachdem Luke die Situation entschärft hat, stellt sich ihm das Opfer als Tierschützer Ovide Bride vor. Auf dessen Ranch werden herrenlose Tiere aufgepäppelt und weitervermittelt. Leider läuft das Geschäft schlecht, und die Tiere bleiben auf seiner Ranch, was ihn in arge finanzielle Nöte bringt. Tierschutz ist im Wilden Westen auch eine ziemlich schwierige Angelegenheit, leben doch gerade Cowboys von und mit Rindern und Pferden, oder machen als Trapper Jagd auf Tiere zur Fellgewinnung. Auch die Indianer, die normalerweise in Einklang mit der Natur leben, müssen für ihre Ernährung Jagd auf Bisons machen.
Bei seinem Besuch auf der Farm trifft Luke auch auf Rantanplan. Dieser hat an dem Tag mehr Glück als Verstand und findet ein Goldnugget. Damit scheinen die finanziellen Probleme der Farm gelöst und Lucky Luke macht sich auf, eine Rinderherde durch die Prärie zu treiben.
Leider erfährt der Ganove Tacos Cornseed vom Goldfund und dem neuen Tierheim. Er überredet Ovide, ihm dabei zu helfen, die Stadt zur tierfreundlichsten des Westens zu machen. Dafür heuert er skrupellose Ganoven an, die ihm helfen, die Bewohner zu Tierpatenschaften und von vegetarischer Ernährung zu „überzeugen“.
Als Luke einige Wochen später zurückkehrt, ist die Stadt nicht mehr wiederzuerkennen. Alle Leute halten sich die verschiedensten Tiere und leben (zwangsweise) vegetarisch. Bei seinem Eintreffen soll gerade jemand wegen Fleischkonsums gehängt werden. Er liefert sich eine wilde Schießerei mit den Ganoven, wird aber vom Derringer im Ärmel einer Lady überrascht und muss fliehen. Weil sich Ovide weigert, Rantanplan einem Indianerjungen zu überlassen, provoziert er mit seiner Gang auch noch einen Indianerkrieg.
Als Lucky Luke im letzten Moment versucht, den Krieg zu verhindern, nimmt sich Tacos Rantanplan als Geisel, schießt dann aber auf Jolly Jumper. Trotz Tränen in den Augen erwischt Luke den fliehenden Tacos mit einem Kunstschuss auf über eine Meile Distanz.
Zum Schluss erholt sich Jolly von der Schussverletzung, der Indianerjunge bekommt einen sprechenden Papagei und die Stadt arrangiert sich mit Tierfreunden und Viehtreibern, gibt sich aber wieder ihren alten Namen. Lucky Luke verzichtet bei seinem Ritt in den Sonnenuntergang diesmal darauf, auf Jolly Jumper zu reiten, nachdem dieser noch immer verletzt ist.

## Hintergrund
Der Band ist eine Hommage an Henry Bergh, den Gründer des ersten Tierschutzvereins der USA. Es ist historisch gesichert, dass er eine Reise durch den Wilden Westen unternahm, um Cowboys zu bekehren. Der Band bewegt sich zwischen mehreren Extremen: Militante Tierschützer versuchen Cowboys zu bekehren, und Indianer ändern den Namen von „Hungriger Kojote“ in „Flinker Lauch“. Auch eine Anspielung auf die Corona-Pandemie darf nicht fehlen: Als Lucky Luke einen Lynchmord verhindert, meint ein Cowboy enttäuscht: „Jetzt muss man auch schon bei Hinrichtungen Abstand halten“.

## Ausgabe
- Achdé, Jul: Rantanplans Arche. Band, Nr. 101. Ehapa Verlag, Berlin 2022, ISBN 978-3-7704-0418-6 (Originaltitel: L´Arche de Rantanplan. Übersetzt von Klaus Jöken).